# Hwacheon KSPO WFC
Hwacheon Korea Sports Promotion Foundation Women’s Football Club ist ein Fußballfranchise aus Hwacheon, Südkorea. Aktuell spielt das Franchise in der WK-League, der höchsten Spielklasse des Frauenfußballs in Südkorea.

## Geschichte
Das Franchise wurde am 9. März 2011 als Jeonbuk KSPO gegründet und spielt seit der Saison 2011 in der WK-League. 2015 verlegten sie ihren Sitz nach Hwacheon.
In ihrer ersten WK-League Saison 2011 erreichten sie nur den vorletzten Platz. Nach Ende der Saison hatten sie in 21 Spielen 1 Sieg, 3 Unentschieden und 17 Niederlagen mit 13:49 Toren erreicht und mit nur 6 Punkten abgeschlossen. Die darauffolgende Saison wurde deutlich besser. Sie erreichten zum Ende der Saison den 3. Platz, welcher ihnen das Halbfinal-Meisterschaftsspiel ermöglichte. Dort verloren sie allerdings gegen Incheon Hyundai Steel Red Angels mit 2:3. Es war die beste Saison, die das Franchise bisher spielte. 2013 erreichten sie nur einen 4. Platz, der nicht zur Teilnahme an den Meisterschaftsspielen berechtigte. Auch 2014 konnten sie die Meisterschaftsspiele nicht erreichen. Sie beendeten die Saison auf dem 7. und letzten Platz. Es war die schlechteste Tabellenplatzierung in der Geschichte des Franchise. In der letzten Saison konnten sie an alte Leistungen wieder anknüpfen und erreichten den 4. Platz. Sie verpassten dabei knapp den 3. Platz.
| Saison | Liga      | Platz    | Tore  | Punkte |
| ------ | --------- | -------- | ----- | ------ |
| 2011   | WK-League | 7. Platz | 17:46 | 6      |
| 2012   | WK-League | 3. Platz | 30:32 | 32     |
| 2013   | WK-League | 4. Platz | 28:38 | 30     |
| 2014   | WK-League | 7. Platz | 26:43 | 16     |
| 2015   | WK-League | 4. Platz | 34:28 | 34     |
| 2016   | WK-League | 4. Platz | 35:32 | 33     |
| 2017   | WK-League | 3. Platz | 45:50 | 49     |

## Stadion
Ihre Heimspiele trägt die Mannschaft im Hwacheon-Stadion aus.